# Calycera
Calycera – rodzaj roślin z rodziny Calyceraceae. Obejmuje 9 gatunków. Rośliny te występują w południowej części Ameryki Południowej, na północy sięgając do Peru, Boliwii i południowej Brazylii.

## Morfologia

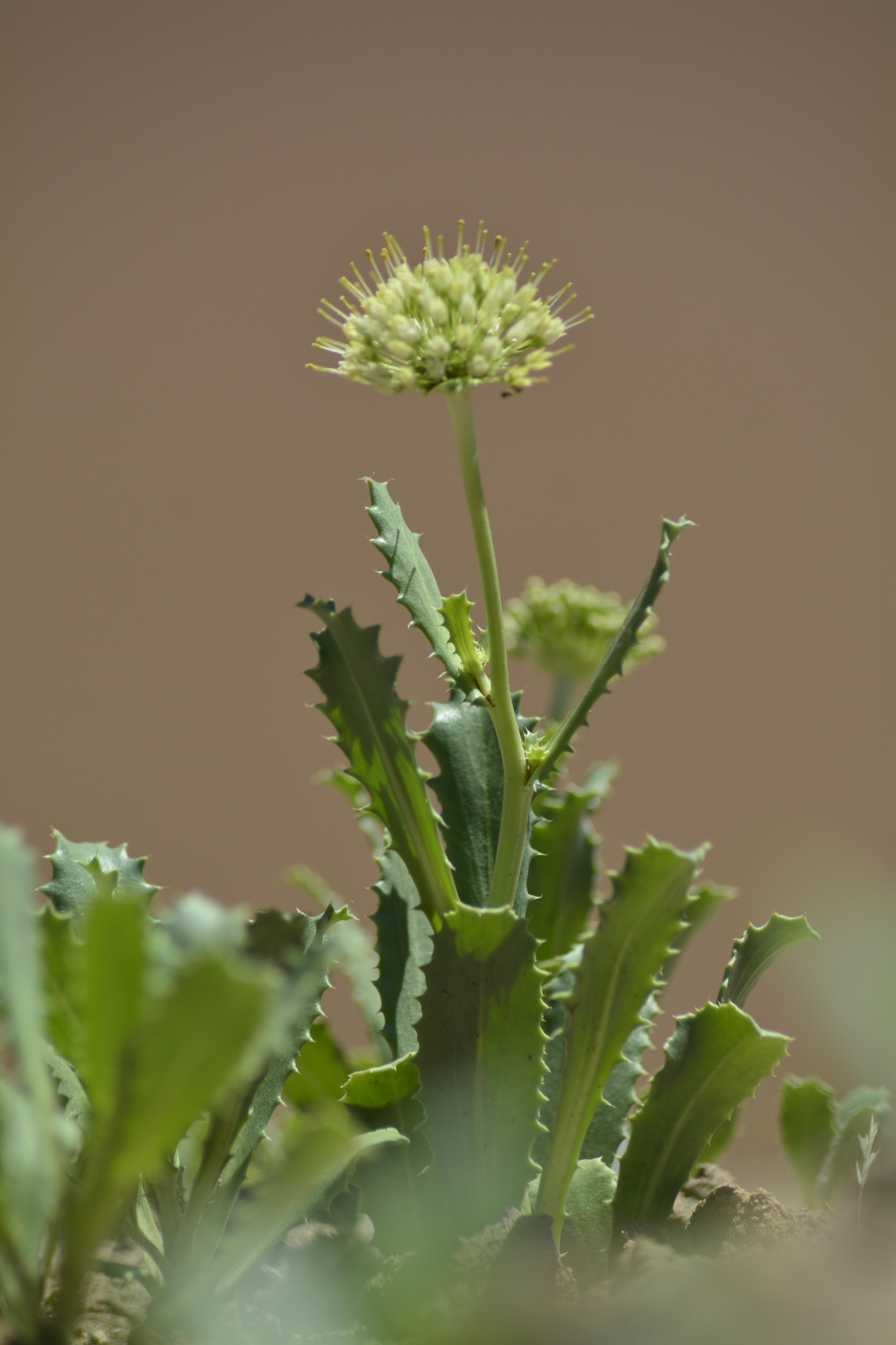
Calycera crassifolia

PokrójJednoroczne i wieloletnie rośliny zielne. Pędy prosto wzniesione lub płożące się, nagie lub owłosione.
LiścieSkrętoległe i zebrane w przyziemną rozetę. Blaszka całobrzega, ząbkowana lub pierzasto wcinana, eliptyczna do łopatkowatej.
KwiatyZebrane w pojedyncze główki, czasem skupione po kilka w kwiatostany złożone. Okrywa kwiatostanu tworzona jest przez listki wyrastające w liczbie 4–7 w jednym rzędzie. Listki są trójkątne do równowąskich, w różnym stopniu zrastają się ze sobą, są całobrzegie lub ząbkowane. Dno kwiatostanu jest wypukłe do półkulistego. Plewinki (przysadki) są równowąskie do lancetowatych lub ich brak. Kwiaty w obrębie kwiatostanu są jednakowe, wszystkie obupłciowe. Korona kwiatu jest w dole zrośnięta w wąską rurkę, w górze rozszerza się dzwonkowato i tu podzielona jest na 4 lub 5 łatek. Pręciki są w liczbie 4 lub 5, schowane w koronie i z nitkami z niej wyrastającymi. Pylniki są ze sobą złączone, u nasady są zaokrąglone lub strzałkowate.
OwoceNiełupki walcowate lub stożkowate, zwieńczone trwałym kielichem, wykształcającym się dwojako na różnych owocach – u jednych w postaci długich, kłujących ości, u innych zachowuje się w postaci krótkich i niekolczastych działek.

## Systematyka
Pozycja systematyczna
Jeden z rodzajów z rodziny Calyceraceae. W obrębie rodziny takson siostrzany względem rodzaju Gamocarpha.
Wykaz gatunków
- Calycera calcitrapa Griseb.
- Calycera crassifolia (Miers) Hicken
- Calycera eryngioides Remy
- Calycera herbacea Cav.
- Calycera horrida Hicken
- Calycera leucanthema (Poepp. ex Less.) Kuntze
- Calycera pulvinata J.Rémy
- Calycera sessiliflora Phil.
- Calycera sympaganthera (Ruiz & Pav.) Kuntze